# Lisa Marie Barron
Pour les articles homonymes, voir Barron.
Lisa Marie Barron est une conseillère scolaire et femme politique canadienne. Elle représente comme députée la circonscription de Nanaimo—Ladysmith à la Chambre des communes de 2021 à 2025 sous la bannière du Nouveau Parti démocratique.

## Biographie
Impliquée dans le système d'éducation de Nanaimo depuis 2018, Barron se porte candidate pour le Nouveau Parti démocratique dans la circonscription de Nanaimo—Ladysmith en vue des élections canadiennes de 2021. Elle affronte notamment le député vert sortant Paul Manly et la conservatrice Tamara Kronis. Dans une course serrée, elle bat Kronis quatre jours après l'élection. Il s'agit alors de la dernière élection à être déclarée dans le pays.

### Vie personnelle
Lors de son élection au parlement, Barron est étudiante à l'Université de Victoria en développement communautaire.